# Запорозька старовина
Запорозька старовина — наукове періодичне видання.
Засноване у 1995 році.
Засновники: Інститут історії України НАН України, Науково-дослідний інститут козацтва Інституту історії України НАН України
Друкує комплексні дослідження з історії українського козацтва, зокрема, запорозького козацтва, його роль в історії української державності, вплив козацької культури на формування свідомості українського суспільства XVI–XVIII ст.